# Botrychium elegans
Botrychium elegans är en låsbräkenväxtart som först beskrevs av Sahashi, och fick sitt nu gällande namn av Nakaike. Botrychium elegans ingår i släktet låsbräknar, och familjen låsbräkenväxter. Inga underarter finns listade i Catalogue of Life.